# Cot Kala
Cot Kala är en kulle i Indonesien.   Den ligger i provinsen Aceh, i den västra delen av landet, 1 700 km nordväst om huvudstaden Jakarta. Toppen på Cot Kala är 132 meter över havet.
Terrängen runt Cot Kala är platt åt nordost, men åt sydväst är den kuperad.Runt Cot Kala är det tätbefolkat, med 383 invånare per kvadratkilometer. Närmaste större samhälle är Bireun, 6,9 km nordväst om Cot Kala. Trakten runt Cot Kala består till största delen av jordbruksmark.